# Dead Man’s Bones
A Dead Man's Bones egy 2008-ban alakult, indie rockot és folk-rockot játszó kéttagú együttes; tagjai Ryan Gosling és Zach Shields. Első albumuk, az együttes nevével fémjelzett Dead Man's Bones 2009. október 6-án jelent meg az ANTI- kiadónál. A dalokat egy Los Angeles-i gyermekkórus közreműködésével vették fel.

## Megalakulás, fejlődés
A zenekar tagjai 2005-ben találkoztak először, és felfedezték, hogy közös vonásként mindketten megszállottan rajonganak a szellemekért, így nekiálltak saját történeteket írni róluk és különféle szörnyekről, melyek azután megzenésítésre kerültek. A lemezen hallható dalok hangszerelését kizárólag ők végezték, annak ellenére, hogy olyan hangszereket is szükséges volt megszólaltatniuk, melyeket addigi karrierjük során talán még sosem használtak. Annak érdekében, hogy zenéjük eredeti, improvizatív formájában kerüljön rögzítésre, saját szabályokat alkottak felvételnél, például egy dalt összesen háromszor vesznek fel, az esetleges kisebb hibákat nem korrigálva.
2008. december 25-én kiadták az „In the Room Where You Sleep” című dalukhoz készült videóklipet és a dal ingyenes letöltését tették lehetővé. Közel négy hónap múlva, 2009. április 4-én újabb videóklipet jelentettek meg, amely ezúttal a „Name in Stone” című számhoz készült. Az együttes nevét viselő első, eddigi egyedüli albuma, a gyermekkórussal együttműködésben készült Dead Man's Bones 2009. október 6-án jelent meg az ANTI-nál, a lemez producere pedig Tim Anderson, az Ima Robot nevű formációból. Az együttes 2009 őszén turné keretében több helyen fellépett Észak-Amerikában. 2010-ben újabb két klipjük jelent meg a „Dead Hearts” és a „Pa Pa Power” című számaikhoz.

## Diszkográfia
| Megjelenés éve | Album            |
| -------------- | ---------------- |
| 2009           | Dead Man's Bones |

1. "Intro"
2. "Dead Hearts"
3. "In the Room Where You Sleep"
4. "Buried in Water"
5. "My Body's a Zombie for You"
6. "Pa Pa Power"
7. "Young & Tragic"
8. "Paper Ships"
9. "Lose Your Soul"
10. "Werewolf Heart"
11. "Dead Man's Bones"
12. "Flowers Grow Out of My Grave"

## Fordítás
- Ez a szócikk részben vagy egészben  a   Dead Man's Bones című angol Wikipédia-szócikk ezen változatának fordításán alapul.  Az eredeti cikk szerkesztőit annak laptörténete sorolja fel. Ez a jelzés csupán a megfogalmazás eredetét és a szerzői jogokat jelzi, nem szolgál a cikkben szereplő információk forrásmegjelöléseként.